# The Jackpot
 The Jackpot és una comèdia estatunidenca dirigida per Walter Lang estrenada el 1950.

## Argument
Bill Lawrence, un tranquil empleat d'uns grans magatzems, casat i amb problemes familiars, respon perfectament a una pregunta d'un concurs de ràdio i guanya la fabulosa suma de 24.000 dòlars (una fortuna en el seu moment) Fins aquí tot bé i tots contents, excepte que els premis no són en efectiu.
Després d'haver vist casa seva envaïda per tot tipus d'andròmines, l'empleat ha d'enfrontar-se amb hisenda, que afirma que el seu "benefici" dels guanys puja a 7.000 dòlars, exigint l'import en efectiu. Des d'aquest moment Bill s'enfrontarà a una sèrie de situacions còmiques per poder aconseguir els diners en uns dies, tant que acabarà a la presó.
El guió cinematogràfic es basa en un article de John McNulty article, "The Jackpot" a  The New Yorker  (19 de febrer de 1949), sobre l'experiència de James P. Caffrey de Wakefield, Rhode Island que va guanyar 24.000 dòlars en un programa de ràdio de la CBS el 28 d'agost de 1948, Sing It Again.
La pel·lícula avui està oblidada, però va ser un èxit per Stewart a l'època. Una adaptació radiofònica, emesa el 26 d'abril de 1951 al programa Screen Directors Playhouse de la NBC, va rebre molta cobertura de premsa perquè la companya de Stewart era Margaret Truman, fent el seu debut com a actriu de ràdio per 2.500 dòlars.

## Repartiment
- James Stewart: Bill Lawrence
- Barbara Hale: Amy Lawrence
- James Gleason: Harry Summers
- Fred Clark: M. Woodruff
- Alan Mowbray: Leslie
- Patricia Medina: Hilda Jones
- Natalie Wood: Phyllis Lawrence
- Tommy Rettig: Tommy Lawrence
- Robert Gist: Pete Spooner
- Lyle Talbot: Fred Burns
- Ann Doran (no surt als crèdits): Alice Bowen